# PATH (informática)
PATH es una variable de entorno de los sistemas operativos POSIX y los sistemas de Microsoft, en ella se especifican las rutas en las cuales el intérprete de comandos debe buscar los programas a ejecutar.
Generalmente es mencionada como $PATH, en sistemas POSIX, o %PATH%, en sistemas de Microsoft, para diferenciarla de la palabra "path" sinónimo de "ruta" o "camino".
Esta variable debe contener todos los directorios en los que se quiera que el intérprete busque programas, siendo el orden tomado en cuenta al momento de la búsqueda. Mientras que en los sistemas POSIX es una lista separada por dos puntos (:) y cada directorio debe estar de manera explícita; en los sistemas de Microsoft el separador es punto y coma (;) y no tiene referencia al directorio de trabajo ya que es implícito para el sistema y es el primer directorio donde el intérprete busca.
En los sistemas POSIX se suele evitar que PATH contenga la referencia al directorio de trabajo por cuestiones de seguridad.
En Microsoft Windows se complementa con la variable PATHEXT que especifica las extensiones que deben añadirse a los comandos invocados para encontrar los programas correspondientes.